# チワワ太平洋鉄道
チワワ太平洋鉄道（チワワたいへいようてつどう、Ferrocarril Chihuahua al Pacífico, ChP, Chepe チェペ）は、メキシコ北西部の主要鉄道である。

## 概要

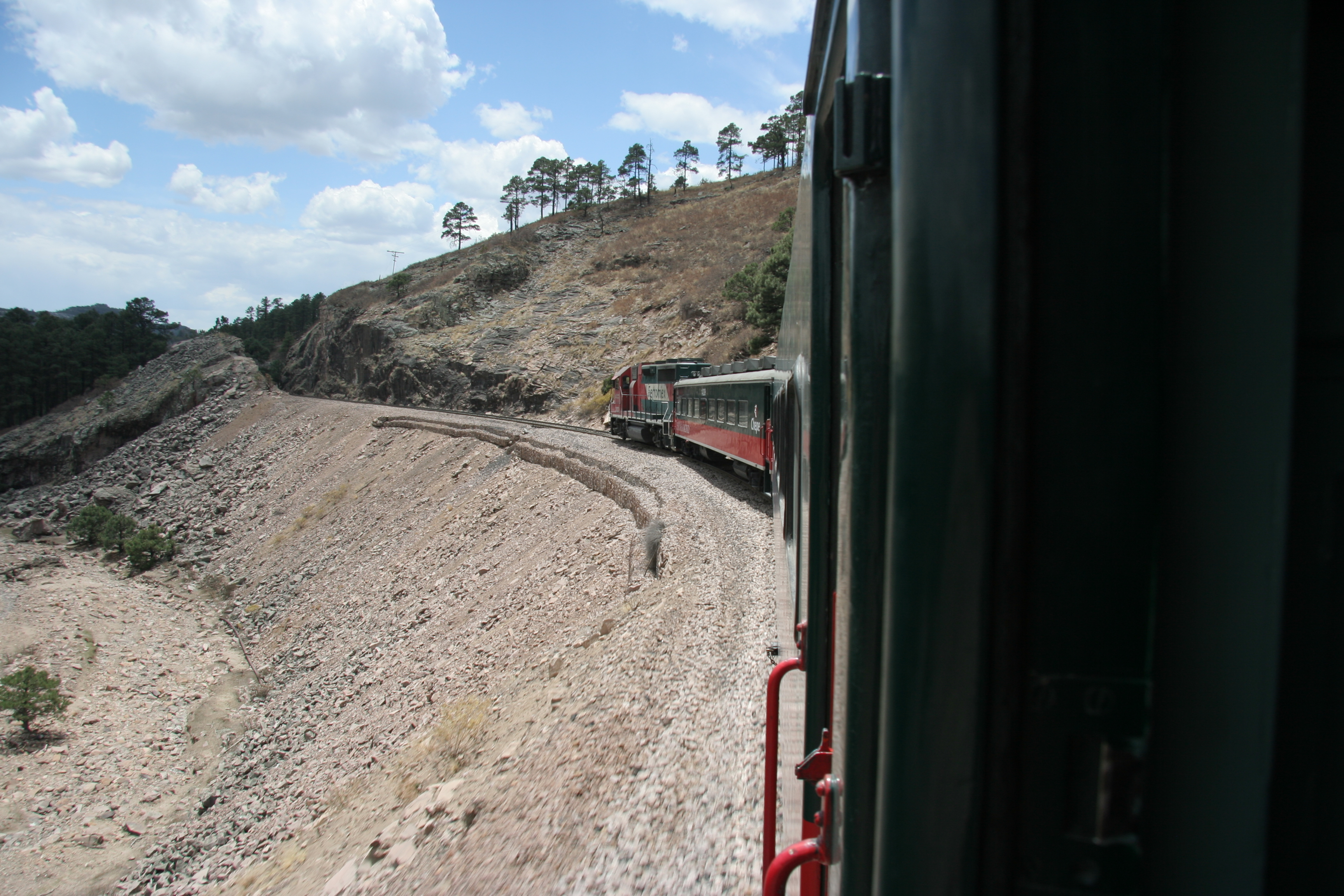
チワワ太平洋鉄道の列車

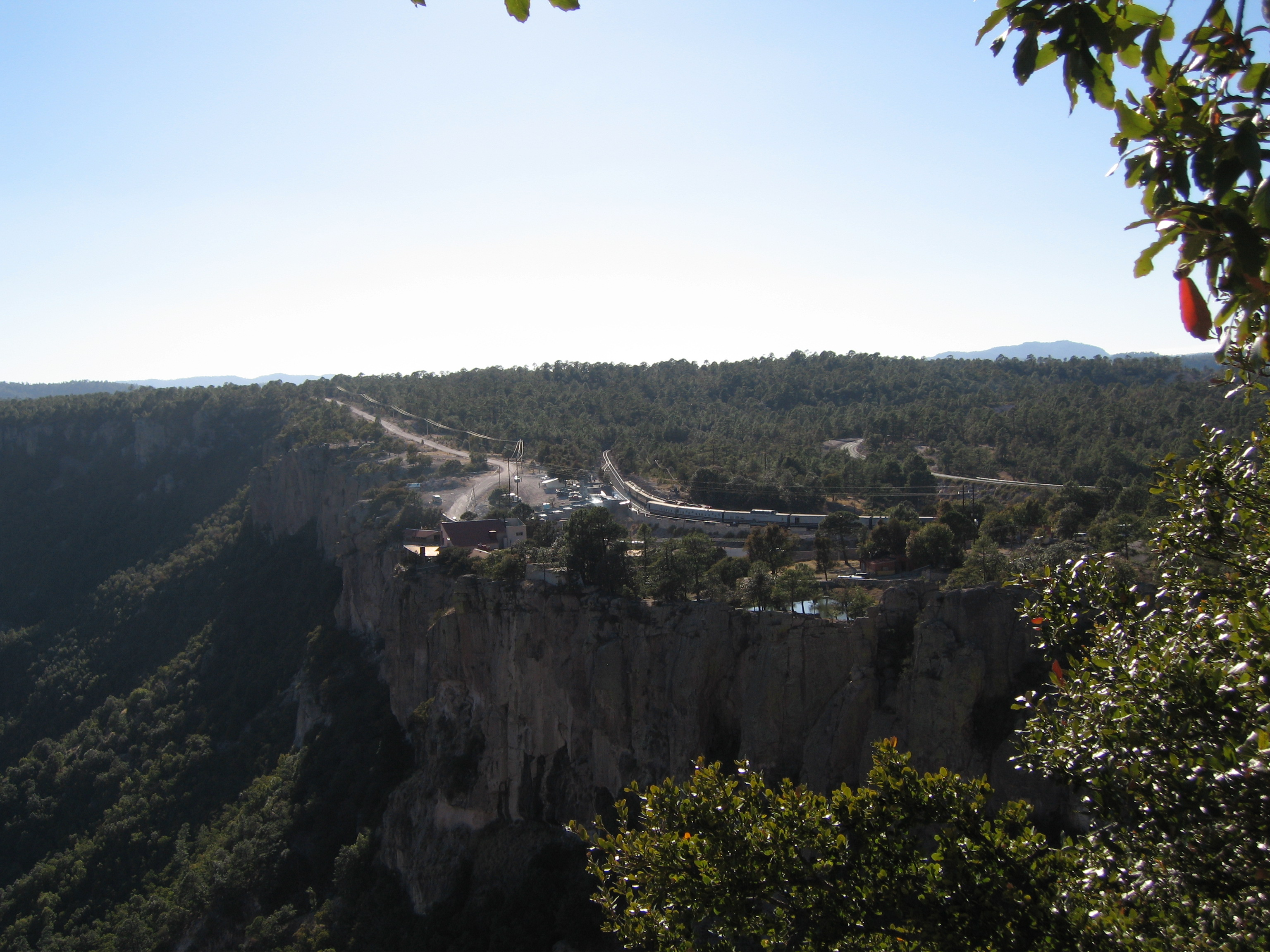
バランカ・デル・コブレの断崖絶壁の上に建つディビサデロ駅

チワワ太平洋鉄道はメキシコ内陸部のチワワ州チワワと太平洋沿岸のシナロア州ロスモチスを結ぶ鉄道である。線路の長さは約 650 km で、途中で37の橋と86のトンネルを通過し、バランカ・デル・コブレ（銅峡谷）などの峡谷地帯を横断している。非常に高低差がある路線であり、ディビサデロ駅付近では海抜 2,400 m の高さに達する。急行列車での片道の所要時間は約15時間である。
2008年現在、メキシコにおいて地下鉄とライトレール以外で定期旅客列車を運行している唯一の路線である。この路線は地元住民の足として、また観光資源として重要な交通手段となっている。車窓から見下ろすバランカ・デル・コブレは絶景であり、しばしば大陸で最も景観の良い路線と評価される。

## 歴史
チワワ太平洋鉄道の建設に関する公式な記録は1880年にさかのぼる。当時のメキシコの大統領マヌエル・ゴンサレスは、アメリカ合衆国インディアナ州ニューハーモニーのアルバート・キンゼー・オーウェンによるチワワ太平洋鉄道の建設計画を承認した。
険阻な地形に阻まれて鉄道の建設は難航し、建設費用が高騰したために計画が遅れた。1961年、チワワ太平洋鉄道は全線開通した。
メキシコ国鉄 (Ferrocarriles Nacionales de Mexico, NdeMまたはFNM) の分割民営化に伴い、チワワ太平洋鉄道の運営は1998年にメキシコ国鉄からフェロメックス(Ferromex、メキシコ鉄道グループ ) に承継された。
なお、急行客車の大半は1976年に建造輸入された近畿車輛製の冷房付軽量客車で14系座席車をベースとしていることから当初はAU13形クーラーを装着していたが最近ではメキシコ三菱電機製業務用エアコンへ換装している。

## 運行形態
下記の定期列車がそれぞれ1日1往復運行される。
普通列車 (Clase Económica)
地元住民向けの普通列車。通常の駅以外に、50以上ある簡易駅で下車することができる。
急行列車 (Primera Express)
観光客向けの急行列車。スフラヒオ駅、ロレト駅、ラ・フンタ駅は通過。全車両が一等車であり、運賃は普通列車の約2倍である。

## 駅一覧
- ロス・モチス駅 (Los Mochis)
- スフラヒオ駅 (Sufragio)
- エル・フエルテ駅 (El Fuerte)
- ロレト駅 (Loreto)
- テモリス駅 (Temoris)
- バウィチボ駅 (Bahuichivo)
- クイテコ駅 (Cuiteco)
- サン・ラファエル駅 (San Rafael)
- ポサダ駅 (Posada)
- ディビサデロ駅 (Divisadero) - 展望台からバランカ・デル・コブレを一望できる。
- ピトレアル駅 (Pitorreal)
- クリール駅 (Creel)
- サン・フアニト駅 (San Juanito)
- ラ・フンタ駅 (La Junta)
- クアウテモック駅 (Cuauhtémoc)
- チワワ駅 (Chihuahua)